# ブランドン・アレン
ブランドン・ダレル・アレン（Brandon Durell Allen、1986年2月12日 - ）は、アメリカ合衆国テキサス州コンロー出身の元プロ野球選手（一塁手、左翼手）。右投左打。

## 経歴

### プロ入りとホワイトソックス傘下時代
2004年のドラフト5巡目（全体149位）でシカゴ・ホワイトソックスから指名され入団。

### ダイヤモンドバックス時代

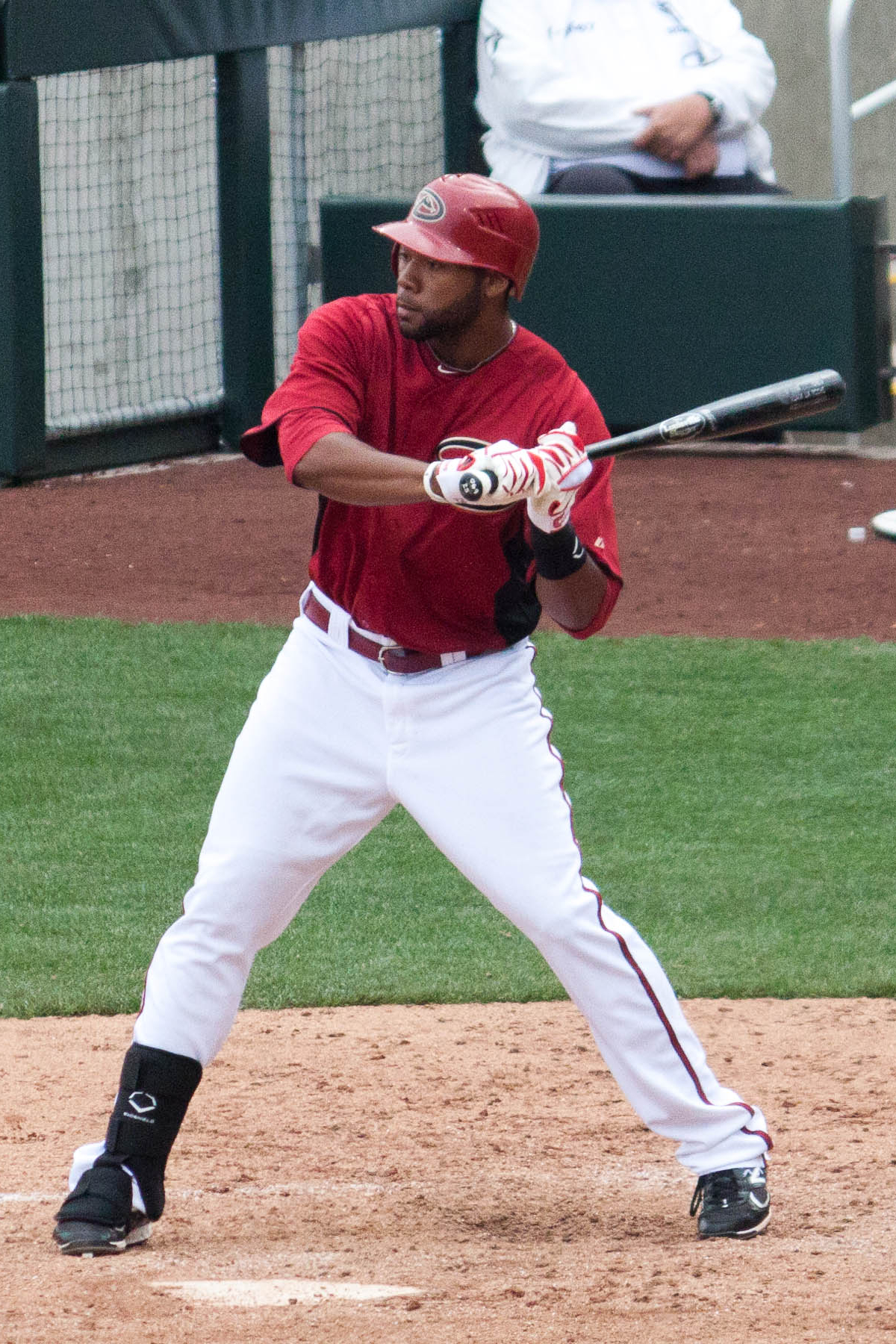
ダイヤモンドバックス時代(2011年)

2009年7月7日にトニー・ペーニャとのトレードでアリゾナ・ダイヤモンドバックスに移籍した。同年8月22日のヒューストン・アストロズ戦でメジャーデビュー。
2010年は8月末まではAAA級リノ・エーシズでプレー。9月のロースター拡大に伴ってメジャーに昇格すると、9月1日のサンディエゴ・パドレス戦で満塁ホームランを放った。

### アスレチックス時代
2011年7月31日にブラッド・ジーグラーとのトレードで、ジョーダン・ノルベルトと共にオークランド・アスレチックスに移籍。8月23日には1試合2本塁打を記録したが、9月にはチームの一塁手としては92年ぶりの記録となる14試合連続三振を喫した。

### レイズ時代
2012年4月19日にウェーバー公示を経てタンパベイ・レイズへ移籍。26日のロサンゼルス・エンゼルス・オブ・アナハイム戦の移籍後初打席で本塁打を放った。

### ソフトバンク時代
2012年7月28日に福岡ソフトバンクホークスと契約したことが発表された。背番号はこのシーズン途中に退団となったアレックス・カブレラが着用していた「42」。
カブレラに代わる左の長距離砲として期待されたが、シーズン途中からの加入というのもあり、日本の投手に上手く適応できずに一軍成績は12試合、打率.171、0本塁打と振るわず、ファームでも成績がなかなか伸びずに、シーズン終了後の10月25日に退団が発表され、11月1日付で自由契約となった。

### レンジャーズ傘下時代
2012年12月6日にテキサス・レンジャーズとマイナー契約を結び、翌年のスプリングトレーニングに招待選手として参加することになった。
2013年3月31日に自由契約となった。

### パドレス傘下時代
2013年4月8日にサンディエゴ・パドレスとマイナー契約を結んだ。オフの11月4日にFAとなった。

### メッツ傘下時代
2013年11月19日にニューヨーク・メッツとマイナー契約を結び、翌年のスプリングトレーニングに招待選手として参加することになった。
2014年11月13日にマイナー契約でメッツと再契約した。
2015年オフの11月6日に自由契約となった。

### レッズ傘下時代
2015年11月21日にシンシナティ・レッズとマイナー契約を結んだ。
2016年10月11日で自由契約となった。この年限りで現役を引退した。

### 現役引退後
現役引退後はセントルイス・カージナルス傘下のマイナー球団でコーチを歴任しており、2017年はルーキー級ジョンソンシティ・カージナルス、2018年はA+級パームビーチ・カージナルス、2019年はAA級スプリングフィールド・カージナルス、2020年からはAAA級メンフィス・レッドバーズの打撃コーチを務めた。
2023年シーズンより、カージナルスの打撃コーチ補佐に就任した。

## 選手としての特徴
ポール・コネルコの後継者と目された長打力を持ち味とする。ボールをじっくりと見て失投を見逃さず叩くタイプで、メジャー通算のIsoD.087と選球眼に優れる。
一方でメジャー通算の三振率が35パーセントを越えるなど三振が多い他、メジャー通算の対左打率.134と左投手に弱く、2010年にはマイナーで自己最多の本塁打数を記録したが、25本塁打のうち21本が右投手からのものだった。
守備では主に一塁手として起用される他、外野の両翼も経験がある。大学時代にはアメリカンフットボールのラインバッカーを経験しており、体格の割に敏捷性に優れるが、一塁守備はメジャー通算のDRS-5、UZR-1.8と平均を下回る。

## 詳細情報

### 年度別打撃成績
| 年 度    | 球 団        | 試 合 | 打 席 | 打 数 | 得 点 | 安 打 | 二 塁 打 | 三 塁 打 | 本 塁 打 | 塁 打 | 打 点 | 盗 塁 | 盗 塁 死 | 犠 打 | 犠 飛 | 四 球 | 敬 遠 | 死 球 | 三 振 | 併 殺 打 | 打 率 | 出 塁 率 | 長 打 率 | O P S |
| -------- | ------------ | ----- | ----- | ----- | ----- | ----- | -------- | -------- | -------- | ----- | ----- | ----- | -------- | ----- | ----- | ----- | ----- | ----- | ----- | -------- | ----- | -------- | -------- | ----- |
| 2009     | ARI          | 32    | 116   | 104   | 13    | 21    | 7        | 0        | 4        | 40    | 14    | 0     | 0        | 0     | 0     | 12    | 2     | 0     | 40    | 4        | .202  | .284     | .385     | .669  |
| 2010     | ARI          | 22    | 56    | 45    | 5     | 12    | 3        | 0        | 1        | 18    | 6     | 0     | 0        | 0     | 1     | 10    | 1     | 0     | 20    | 0        | .267  | .393     | .400     | .793  |
| 2011     | ARI          | 11    | 37    | 29    | 5     | 5     | 0        | 0        | 3        | 14    | 7     | 1     | 0        | 0     | 0     | 7     | 2     | 1     | 13    | 0        | .172  | .351     | .483     | .834  |
| 2011     | OAK          | 41    | 158   | 146   | 18    | 30    | 9        | 2        | 3        | 52    | 11    | 2     | 0        | 0     | 1     | 11    | 1     | 0     | 55    | 0        | .205  | .259     | .356     | .616  |
| '11計    | OAK          | 52    | 195   | 175   | 23    | 35    | 9        | 2        | 6        | 66    | 18    | 3     | 0        | 0     | 1     | 18    | 3     | 1     | 68    | 0        | .200  | .277     | .377     | .654  |
| 2012     | OAK          | 3     | 7     | 7     | 0     | 0     | 0        | 0        | 0        | 0     | 0     | 0     | 0        | 0     | 0     | 0     | 0     | 0     | 5     | 0        | .000  | .000     | .000     | .000  |
| 2012     | TB           | 7     | 15    | 13    | 3     | 2     | 0        | 0        | 1        | 5     | 3     | 0     | 0        | 0     | 0     | 2     | 0     | 0     | 4     | 0        | .154  | .267     | .385     | .651  |
| 2012     | MLB12計      | 10    | 22    | 20    | 3     | 2     | 0        | 0        | 1        | 5     | 3     | 0     | 0        | 0     | 0     | 2     | 0     | 0     | 9     | 0        | .100  | .182     | .250     | .432  |
| 2012     | ソフトバンク | 12    | 36    | 35    | 4     | 6     | 1        | 0        | 0        | 7     | 1     | 0     | 0        | 0     | 0     | 1     | 0     | 0     | 13    | 0        | .171  | .194     | .200     | .394  |
| MLB：4年 | MLB：4年     | 116   | 389   | 344   | 44    | 70    | 19       | 2        | 12       | 129   | 41    | 3     | 0        | 0     | 2     | 42    | 6     | 1     | 137   | 4        | .203  | .290     | .375     | .665  |
| NPB：1年 | NPB：1年     | 12    | 36    | 35    | 4     | 6     | 1        | 0        | 0        | 7     | 1     | 0     | 0        | 0     | 0     | 1     | 0     | 0     | 13    | 0        | .171  | .194     | .200     | .394  |

### 記録
NPB
- 初出場・初先発出場：2012年8月12日、対東北楽天ゴールデンイーグルス15回戦（福岡Yahoo! JAPANドーム）、6番・一塁手で先発出場
- 初安打：同上、8回裏に田中将大から二塁内野安打
- 初打点：2012年8月18日、対オリックス・バファローズ16回戦（京セラドーム大阪）、6回表に小松聖から右前適時打

### 背番号
- 29 （2010年 - 2011年途中）
- 14 （2011年途中 - 2012年途中）
- 19 （2012年途中）
- 42 （2012年途中 - 同年終了）